# Beilschmiedia scintillans
Beilschmiedia scintillans là loài thực vật có hoa trong họ Nguyệt quế. Loài này được André Joseph Guillaume Henri Kostermans mô tả khoa học đầu tiên năm 1939 dưới danh pháp Cryptocarya scintillans. Năm 2007, Henk van der Werff & Sachiko Nishida chuyển nó sang chi Beilschmiedia.

## Phân bố
Loài này là đặc hữu Madagascar.